# Aujols
Aujols è un comune francese di 300 abitanti situato nel dipartimento del Lot, nella regione dell'Occitania.

## Società

### Evoluzione demografica
Abitanti censiti